# 조지프 돌턴 후커

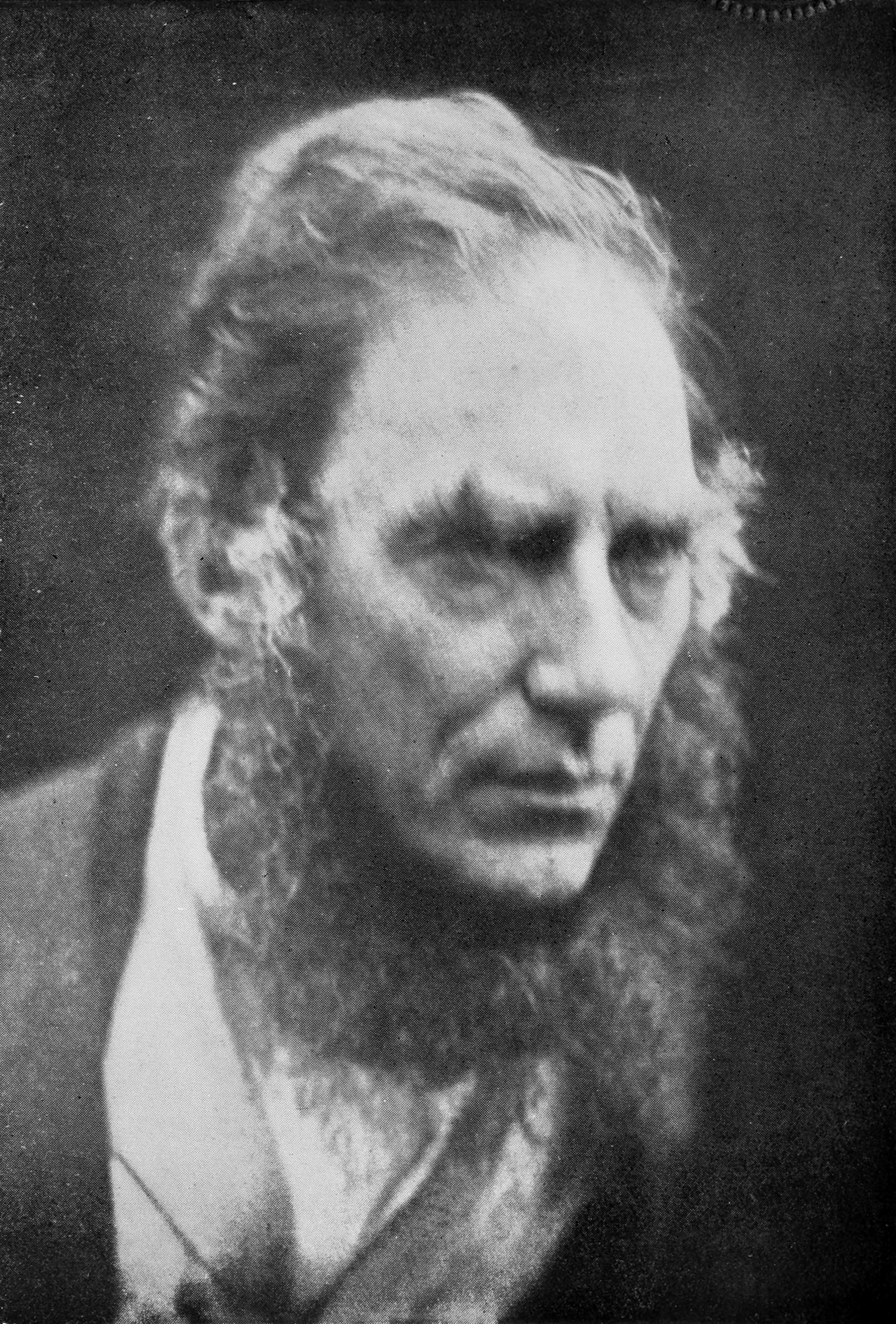
조지프 돌턴 후커(1868년)

조지프 돌턴 후커 경(Sir Joseph Dalton Hooker, OM, GCSI, CB, FRS, 1817년 6월 30일 ~ 1911년 12월 10일)은 영국의 식물학자이다.
후커는 남극 지역, 히말라야의 시킴 지역, 뉴질랜드, 영국, 인도, 모로코 등을 탐험하면서 그 곳의 식물상을 정리해 출판했다. 탐사 여행 중에 새로운 식물종을 발견했으며, 벤담과 함께 《식물의 속》을 출판해 식물지리학자로서 명성을 얻었다. 그는 다윈의 진화론을 지지했으며 식물의 지리적 분포에 대한 설명으로서 종의 가변성(可變性)을 주장했다.

## 서훈
- 1869년 바스 훈장 3등급(CB)
- 1877년 인도성(星) 훈장 2등급(KSCI, 작위급 훈장)
- 1897년 인도성(星) 훈장 1등급(GSCI, 작위급 훈장)
- 1907년 오더 오브 메리트(Order of Merit, OM)

## 참고 자료
- 이 문서에는 다음커뮤니케이션(현 카카오)에서 GFDL 또는 CC-SA 라이선스로 배포한 글로벌 세계대백과사전의 내용을 기초로 작성된 글이 포함되어 있습니다.